# St. Peter und Paul (Bargen)

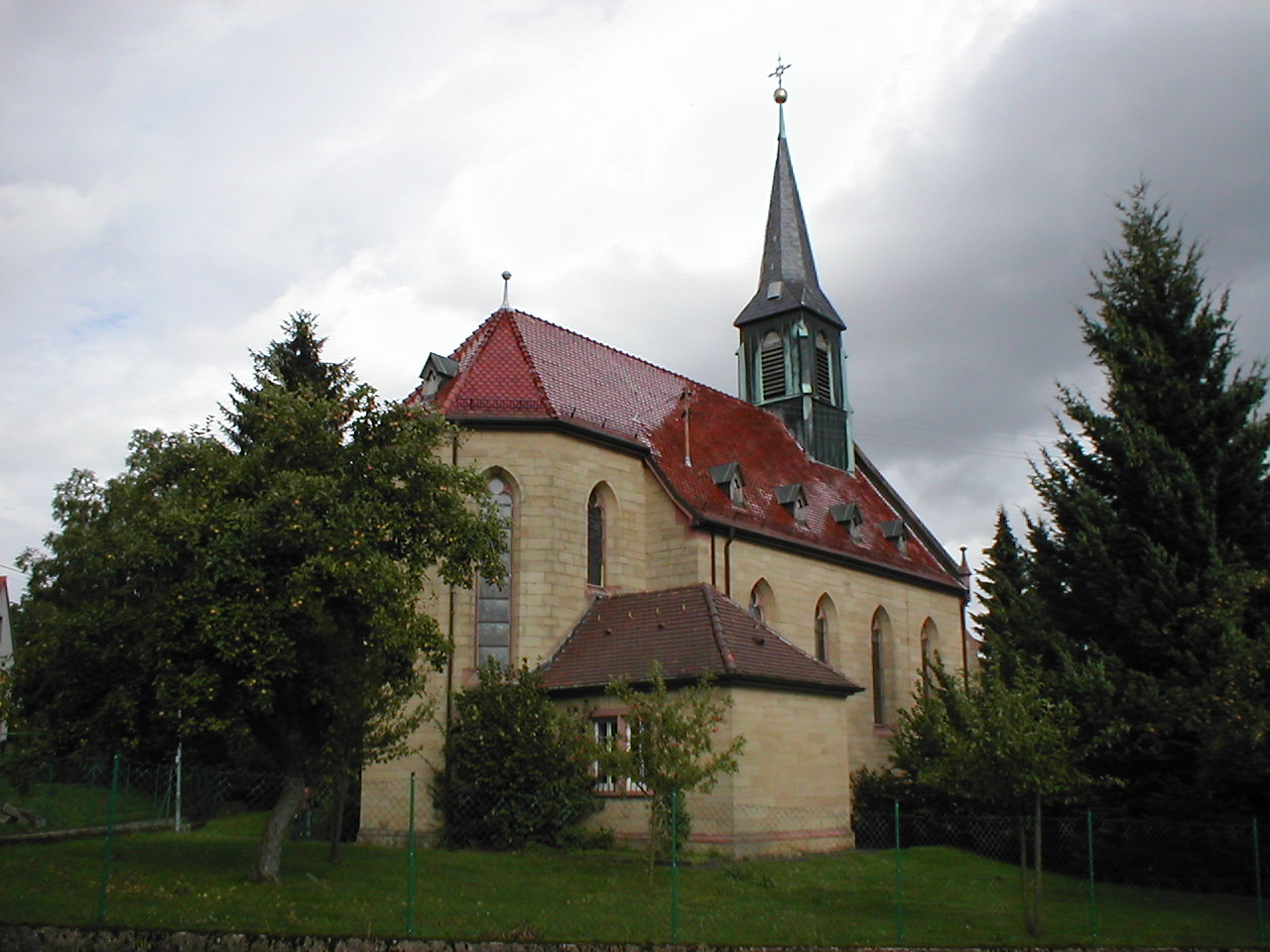
St. Peter und Paul in Bargen

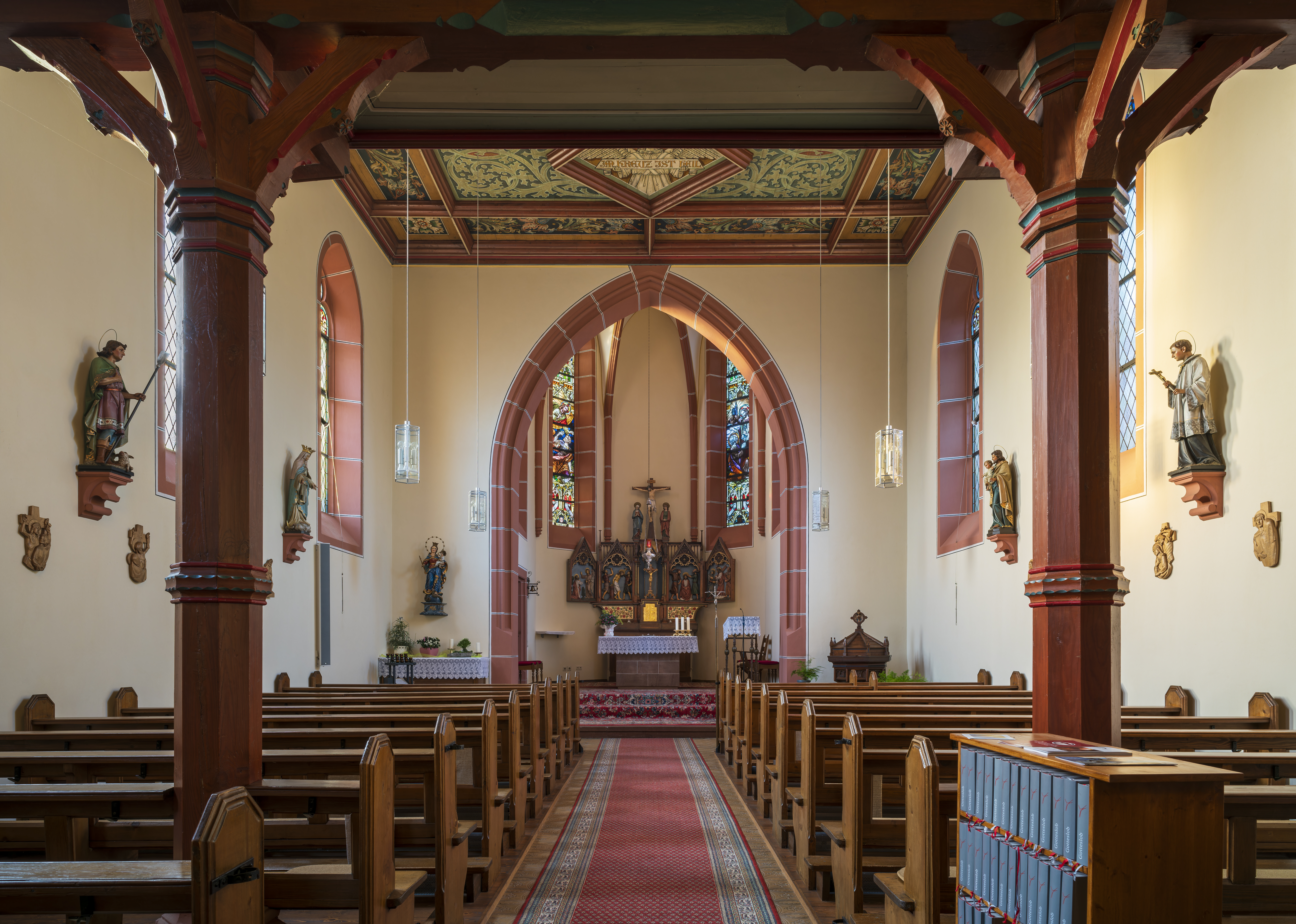
Innenansicht

Die Pfarrkirche St. Peter und Paul steht in Bargen, einem Gemeindeteil von Helmstadt-Bargen im Rhein-Neckar-Kreis in Baden-Württemberg. Das Bauwerk ist beim Landesamt für Denkmalpflege Baden-Württemberg als Baudenkmal eingetragen. Die Kirchengemeinde gehört zum Dekanat Kraichgau im Erzbistum Freiburg.

## Beschreibung
Die neugotische Saalkirche wurde 1904 nach Plänen von Ludwig Maier aus Quadermauerwerk erbaut und ersetzte die Nutzung der evangelische Kirche als Simultankirche für die katholischen Gläubigen. Sie besteht aus einem Langhaus und einem eingezogenen, dreiseitig geschlossenen Chor im Nordwesten mit der angebauten Sakristei. Aus dem Satteldach des Langhauses erhebt sich im Südosten ein quadratischer Dachreiter, der den Glockenstuhl mit drei Kirchenglocken beherbergt und der mit einem achtseitigen Knickhelm bedeckt ist. 
Die Orgel wurde von der Firma Mönch Orgelbau errichtet.